# مرکز برنامه‌های کاربردی نیروی هوایی
مرکز برنامه‌های کاربردی نیروی هوایی آمریکا (انگلیسی: Air Force Technical Applications Center) یا (AFTAC)، مستقر در پایگاه هوایی پاتریک، FLA، یک سازمان مراقبتی است که زیر مجموعه آژانس اطلاعاتی نظارت و شناسایی نیروی هوایی آمریکا قرار دارد. مأموریت آن نظارت بر تهدیدات هسته‌ای همه کشورها است. این کار از طریق سیستم‌های تشخیص لرزه ای، هیدروآکوستیک و سنجش ماهواره‌ای انجام می‌شود..

## مأموریت
مأموریت AFTAC تشخیص انفجارات هسته‌ای (NUDETs) در هر نقطه از جهان است: زیر زمین، در آب، سطح زمین، فضای آزاد و در فضا. شبکه جهانی نظارت به عنوان سیستم تشخیص انرژی اتمی ایالات متحده (USAEDS) اطلاق می‌گردد. هدف این شبکه عظیم، حصول اطمینان از پایبندی کشورهای امضاکننده معاهدات مختلف هسته‌ای به مفاد توافقات است.

## تشخیص‌های قابل توجه

### چین
در ۱۶ اکتبر ۱۹۶۴، AFTAC یک آزمایش جوی چینی را کشف کرد.

### غرق شدن زیردریایی K-129 شوروی
در ۱۱ مارس ۱۹۶۸، علائم صوتی دو رویداد مخرب گسترده توسط چهار ایستگاه هیدروآکوستیک AFTAC در جزیره میدوی واقع در اقیانوس آرام؛ کانیوهی واقع در اوهایو؛ جزیره ویک و انیوتوک و در ایداک واقع در آلاسکا شناسایی و ثبت شد. این تشخیص و محل‌یابی باعث کشف لاشه زیردریایی کلاس "K-129" شوروی شد.

### هند
اولین آزمایش هسته‌ای هند، در ۱۸ مه ۱۹۷۴ توسط AFTAC شناسایی شد.

### پاکستان
AFTAC اولین آزمایش از پنج آزمایش هسته‌ای پاکستان در ۲۸ مه ۱۹۹۸، با یک آزمایش هسته‌ای دیگر در ۳۰ مه ۱۹۹۸، را چند روز پس از چند آزمایش هند تشخیص داد.

### کره شمالی
AFTAC تست هسته‌ای کره شمالی را در سال ۲۰۰۶ تأیید کرد.